# Lytorhynchus maynardi
Lytorhynchus maynardi là một loài rắn trong họ Rắn nước. Loài này được Alcock & Finn mô tả khoa học đầu tiên năm 1897.